# 日本狂詩曲
日本狂詩曲（にほんきょうしきょく　英語:Japanese Rhapsody）は、伊福部昭が作曲した管弦楽のための狂詩曲。1935年完成。2楽章形式。演奏時間は約15分。

## 作曲の経緯と初演
伊福部が北海道帝国大学を卒業してすぐに、友人の三浦淳史が文通していた指揮者ファビエン・セヴィツキーに献呈する為に書いた曲で、彼の初めての管弦楽曲として知られる。この曲によりアレクサンドル・チェレプニン主催の作曲コンクールであるチェレプニン賞第一席を受賞し、楽壇にデビューを飾ることとなる。
1936年4月5日、セヴィツキー指揮ボストンピープルズ交響楽団によりボストンのニューイングランド音楽院ジョーダン・ホールにて初演。当地の各新聞の批評欄において絶賛された。1939年6月18日、小船幸次郎がフィンランド放送交響楽団を指揮した放送コンサートにおいて第1楽章「夜想曲」が放送されたが、放送を聴いたシベリウスが小船に電話をかけ、伊福部の「夜想曲」を褒めたという。

## 編成
通常の三管編成であるが、打楽器9人、ハープ2台、ピアノ1台を要する。
| 木管   | 木管                                       | 金管            | 金管            | 打              | 打 | 弦              | 弦              |
| ------ | ------------------------------------------ | --------------- | --------------- | --------------- | --- | --------------- | --------------- |
| Fl.    | 2、ピッコロ                                | Hr.             | 4               | Timp.           | ● | Vn.1            | ●               |
| Ob.    | 2、コーラングレ                            | Trp.            | 2               | 他              | バスドラム、スネアドラム2（スネアを外したもの、および通常のもの）、シンバル、タムタム、カスタネット、タンブリン、ウッドブロック | Vn.2            | ●               |
| Cl.    | 2（うちEsクラリネット1）、バスクラリネット | Trb.            | 3               | 他              | バスドラム、スネアドラム2（スネアを外したもの、および通常のもの）、シンバル、タムタム、カスタネット、タンブリン、ウッドブロック | Va.             | ●               |
| Fg.    | 2、コントラファゴット                      | Tub.            | 1               | 他              | バスドラム、スネアドラム2（スネアを外したもの、および通常のもの）、シンバル、タムタム、カスタネット、タンブリン、ウッドブロック | Vc.             | ●               |
| 他     |                                            | 他              |                 | 他              | バスドラム、スネアドラム2（スネアを外したもの、および通常のもの）、シンバル、タムタム、カスタネット、タンブリン、ウッドブロック | Cb.             | ●               |
| その他 | その他                                     | ハープ2、ピアノ | ハープ2、ピアノ | ハープ2、ピアノ | ハープ2、ピアノ | ハープ2、ピアノ | ハープ2、ピアノ |

なお、作曲者はしばしば、スコア上における打楽器の代わりに、次のような民族楽器を用いるよう指示している。
| スコア上の楽器名             | クラベス       | ウッドブロック | スネアドラム | カスタネット | シンバル |
| ---------------------------- | -------------- | -------------- | ------------ | ------------ | -------- |
| 東響による録音（1961年）     | 歌舞伎の拍子木 | 祭太鼓の胴打ち | 桶胴         | 拍板         | -        |
| 日フィルによる録音（1995年） | -              | ラリ           | -            | 拍板         | 鐃鈸     |

## 曲の構成
当初は3楽章形式であったがチェレプニン賞の応募規定に合わせるため、当初第1楽章であった｢じょんがら舞曲｣をカットした。これは後に交響譚詩の第2楽章で使われた。
現行の版が決定稿であり、第1楽章｢夜想曲｣、第2楽章｢祭｣の2つの対照的な楽章からなる。
- 第1楽章｢夜想曲 Nocturne ｣（Allegro ma non troppo ,  = 96 environ）

独奏ヴィオラが、他の楽器のオスティナート風伴奏に乗って、延々と日本的な主題を歌い続ける。弦楽器のトレモロが幻想的な雰囲気を醸し出す中間部を経て、再び冒頭の主題がヴァイオリンで奏される。コーダでは独奏ヴァイオリンが活躍する。三部形式。この楽章は、伊福部自身による独奏ヴァイオリンと打楽器合奏のための作品として構想されていたものの改作である。
- 第2楽章｢祭 Fête ｣（ = 108）

軽快な独奏クラリネットから始まる、極めてエネルギッシュかつ祝祭的な楽章。曲中では絶えず打楽器が鳴り響く。チェレプニン賞の審査員の一人であったルーセルはこの楽章を「素晴らしいがパーカッションが強すぎる」と評し、来日したチェレプニンがそのことを作曲者に伝えると、作曲者は「この楽章は、あくまでパーカッションが主で、それに管弦楽の旋律的伴奏が付いたもの」と答えたという。また、様々な弦楽器の特殊奏法が使われている。

## 楽譜
楽譜はチェレプニン・コレクションNo.24として出版された。

## 日本初演と再演
日本での舞台初演は作曲から9年後の1944年9月27日に日比谷公会堂に於いて、東京交響楽団 (現東京フィルハーモニー交響楽団) 第31回定期演奏会で金子登の指揮により行われた。
その後は1971年1月27日に神奈川県立音楽堂で行われた、小船幸次郎指揮の横浜交響楽団第262回演奏会、そして1980年5月13日に東京文化会館で行われた、山田一雄指揮の新星日本交響楽団第40回定期演奏会が続いている。

## 編曲版

### ピアノ独奏版
作曲者による（2004年）。ピアニスト川上敦子の求めに応じたもので、同年5月、川上により初演された。

### 邦楽器版
弟子の和田薫による。日本音楽集団の委嘱。2009年11月18日初演。